# Afro-punk
Il termine afro-punk (reso anche Afro-Punk, Afropunk o AfroPunk) si riferisce alla partecipazione degli afroamericani e delle altre persone appartenenti alla comunità nera nel movimento musicale e socio-culturale punk, con particolare riferimento alla scena statunitense.

## Storia
Fino ai primi anni 2000, gli afro-punk costituivano una minoranza nella scena punk nordamericana: fu il regista James Spooner a dar loro voce e un volto comune, con il documentario Afro-Punk uscito nel 2003. Il film intervalla la narrazione principale, che segue le vite di quattro punk-rockers afroamericani, ad interviste fatte a diverse persone nere appartenenti al movimento punk.
Dopo l'uscita del documentario, i fan del film e della musica in esso rappresentata fondarono un vero e proprio movimento alternativo, paragonabile al primo movimento hip hop degli anni '80 e che sfociò persino nell'organizzazione di un raduno annuale: l'Afropunk Music Festival, fondato nel 2005 dallo stesso Spooner e dall'imprenditore Matthew Morgan.

## Band rappresentative
Band degne di nota che possono essere collegate all' afro-punk includono: Death, Pure Hell, Bad Brains, Suicidal Tendencies, Dead Kennedys, Fishbone, Wesley Willis Fiasco, Suffrajett, The Templars, Unlocking the Truth e Rough Francis. Nel Regno Unito, influenti musicisti neri associati alla scena punk della fine degli anni '70 includevano Poly Styrene degli X-Ray Spex, Don Letts e Basement 5.

## Festival musicali
Il movimento AfroPunk ha all'attivo dei festival musicali in 5 località: a New York, in agosto si svolge il Brooklyn AfroPunk Festival; in ottobre ad Atlanta, nello stato della Georgia, si svolge l'Atlanta AfroPunk; si tengono annualmente dei festival di questo tipo anche a Londra, Parigi, e Johannesburg.
La formazione cambia a seconda della location, ma include artisti come Jill Scott, Anderson Paak, FKA Twigs, Leon Bridges, Danny Brown, Smino, Tierra Whack, Ho99o9, Earth Gang, Kamasi Washington, Santigold, Fever 333, Leikeli47, Mahalia.